# Lledó
Lledó – gmina w Hiszpanii, w prowincji Teruel, w Aragonii, o powierzchni 15,61 km². W 2011 roku gmina liczyła 169 mieszkańców.